# Atlantic-City-Linie

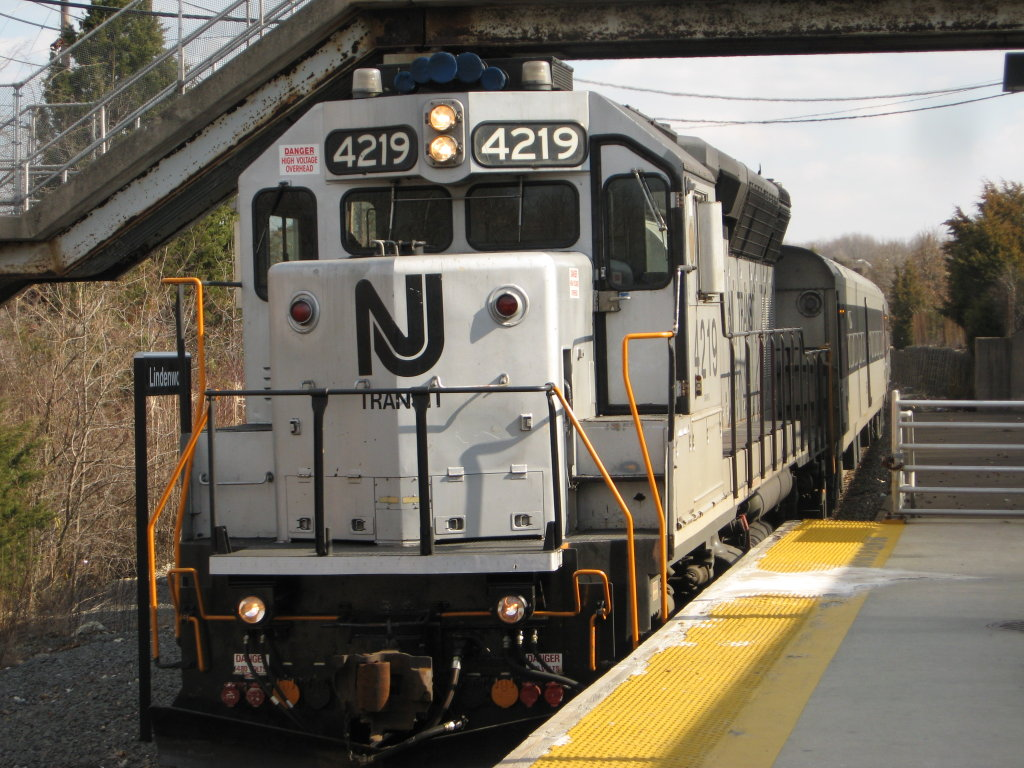
Ein Zug auf der Atlantic City Line am Bahnhof Lindenwold.

Die Atlantic City Line ist eine Eisenbahnverbindung im Personenverkehr zwischen Philadelphia im US-Bundesstaat Pennsylvania und Atlantic City an der Atlantikküste New Jerseys. Sie wird von der New Jersey Transit betrieben und existiert in der heutigen Form seit 1989.
Die Züge verkehren in Philadelphia ab der 30th Street Station zunächst über den Nord-Ost-Korridor nach Norden. An der Frankford Junction im Norden der Stadt biegen sie Richtung Osten ab, überqueren auf der Delair Bridge den Delaware und erreichen damit das Territorium von New Jersey. Dort geht es mit einem Zwischenhalt in Cherry Hill in einigem Abstand nördlich um Camden herum. Kurz vor Haddonfield werden die Gleise der PATCO Speedline erreicht. An dieser Trasse geht es zunächst ohne Halt entlang bis zu deren Endbahnhof Lindenwold, wo eine Umsteigemöglichkeit besteht. Von dort aus fahren die Züge weiter Richtung Südosten und erreichen nach Zwischenhalten in Atco, Hammonton, Egg Harbor City und Absecon schließlich Atlantic City.
Auf der Atlantic City Line wurden im Winterhalbjahr 2007/2008 im Personenverkehr 14 Zugpaare täglich angeboten; im Winterhalbjahr 2022/2023 zwölf Fahrtenpaare. Die Züge bestehen aus Comet-IV-Wagen und werden von EMD GP40-2-Dieselloks gezogen. Die Reisezeit von der 30th Street Station bis nach Atlantic City beträgt ungefähr eineinhalb Stunden.
Die Strecke ist jenseits des Nord-Ost-Korridors nicht elektrifiziert.